# Gypsophila hispida
Gypsophila hispida är en nejlikväxtart som beskrevs av Pierre Edmond Boissier. Gypsophila hispida ingår i släktet slöjor, och familjen nejlikväxter. Inga underarter finns listade i Catalogue of Life.